# 나카야마 다다나루
나카야마 다다나루(中山忠愛, 1832년 3월 2일 ~ 1882년 12월 19일)는 에도 시대 말기의 공경이다.
| 전임 나카야마 다다야스 | 제25대 나카야마가 당주 | 후임 나카야마 다카마로 |